# Sedum lorenzoi
Sedum lorenzoi är en fetbladsväxtart. Sedum lorenzoi ingår i Fetknoppssläktet som ingår i familjen fetbladsväxter.

## Underarter
Arten delas in i följande underarter:
- S. l. hommelsii
- S. l. lorenzoi